# Královský vojenský řád svatého Jiří
Královský vojenský řád svatého Jiří (tongánsky Ko e Fakalangilangi Fakakaukau 'o Sa Sia'osi) je vojenské vyznamenání Království Tongy založené roku 2009.

## Historie a pravidla udílení
Řád byl založen roku 2009 králem Georgem Tupou V. Udílen je za vynikající a záslužnou vojenskou službu příslušníkům uniformovaných sil. Udělen může být občanům Tongy i cizincům.
Řád je věnován svatému Jiří, který je tradičním patronem králů Tongy, kteří formálně přijímají jeho jméno při nástupu na trůn. Je také patronem britské armády. V době zřizování řádu existovala silná vůle po opětovném navázání spojení mezi tonžskou monarchií a Spojeným královstvím.

## Třídy
Udílen je v pěti třídách a náleží k němu také tři medaile.
- velkokříž (GCStG)
- velkodůstojník (GOStG)
- komandér (CStG)
- důstojník (OStG)
- člen (MStG)

## Insignie
Řádový odznak má tvar červeně smaltovaného zlatě ohraničeného řeckého kříže. Uprostřed je kulatý medailon s barevně smaltovanou miniaturou svatého Jiřího kterak zabíjí draka. Medailon je obklopen červeně smaltovaným kruhem se zlatým nápisem ROYAL MILITARY ORDER OF ST GEORGE. Ke stuze je připojen pomocí přechodového prvku ve tvaru královské koruny.
Řádová hvězda kosočtvercového tvaru se skládá z různě dlouhých paprsků. Uprostřed je medailon, který se shoduje s medailonem na řádovém odznaku.
Stuha je tmavě červená.